# Selenogyrus
Genre
Selenogyrus est un genre d'araignées mygalomorphes de la famille des Theraphosidae.

## Distribution
Les espèces de ce genre se rencontrent en Afrique de l'Ouest.

## Liste des espèces
Selon World Spider Catalog (version 25.5, 18/08/2024) :
- Selenogyrus africanus (Simon, 1887)
- Selenogyrus aureus Pocock, 1897
- Selenogyrus austini Smith, 1990
- Selenogyrus caeruleus Pocock, 1897
- Selenogyrus foordi Sherwood, Henrard & Van Den Spiegel, 2024

## Systématique et taxinomie
Ce genre a été décrit par Pocock en 1897 dans les Theraphosidae.

## Publication originale
- Pocock, 1897 : « On the spiders of the suborder Mygalomorphae from the Ethiopian Region, contained in the collection of the British Museum. » Proceedings of the Zoological Society of London, vol. 1897, p. 724-774 (texte intégral).